# Anja Noske
Anja Noske (Luneburgo, 10 de junio de 1986) es una deportista alemana que compitió en remo.
Ganó cinco medallas en el Campeonato Mundial de Remo entre los años 2010 y 2018, y cuatro medallas en el Campeonato Europeo de Remo entre los años 2010 y 2016.
Participó en los Juegos Olímpicos de Londres 2012, ocupando el sexto lugar en la prueba de doble scull ligero.

## Palmarés internacional
| Campeonato Mundial | Campeonato Mundial          | Campeonato Mundial | Campeonato Mundial      |
| Año                | Lugar                       | Medalla            | Prueba                  |
| ------------------ | --------------------------- | ------------------ | ----------------------- |
| 2010               | Cambridge (Nueva Zelanda)   | Medalla de oro     | Cuatro scull ligero     |
| 2010               | Cambridge (Nueva Zelanda)   | Medalla de plata   | Doble scull ligero      |
| 2013               | Chungju (Corea del Sur)     | Medalla de bronce  | Doble scull ligero      |
| 2015               | Aiguebelette (Francia)      | Medalla de oro     | Cuatro scull ligero     |
| 2018               | Plovdiv (Bulgaria)          | Medalla de bronce  | Cuatro scull ligero     |
| Campeonato Europeo |                             |                    |                         |
| Año                | Lugar                       | Medalla            | Prueba                  |
| 2010               | Montemor-o-Velho (Portugal) | Medalla de bronce  | Doble scull ligero      |
| 2013               | Sevilla (España)            | Medalla de plata   | Doble scull ligero      |
| 2014               | Belgrado (Serbia)           | Medalla de plata   | Doble scull ligero      |
| 2016               | Brandeburgo (Alemania)      | Medalla de oro     | Scull individual ligero |